# マイケル・ヴァイカート
マイケル・ヴァイカート（Michael Ingo Joachim Weikath、ミヒャエル・インゴ・ヨアヒム・ヴァイカート 1962年8月7日 - ）は、ドイツ・ハンブルク出身のギタリスト。ドイツのパワーメタルバンドHELLOWEEN（ハロウィン）のリーダー格である。愛称はヴァイキー。身長190cm。

## バイオグラフィ
ベースのマーカス・グロスコフと共にハロウィン始動当初から在籍している。
ハンブルクで「Power Fool」というバンドで活動していた時、当時「 Iron Fist 」（ハロウィンの前身バンド）で活動していたカイ・ハンセンを自身のバンドに引き入れようとしたが、結果的にはヴァイカートがIron Fistへ加入。その後バンドはハロウィンと名前を変え、ノイズレコードからリリースされていた「デス・メタル・サンプラー」に2曲提供しデビューを果たした。この提供した2曲のうち1曲（Oernst Of Life）はヴァイカートが「 Power Fool 」時代に作曲したものである。
ハロウィンは「守護神伝」シリーズのヒットにより世界中の注目を浴びる。ヴァイカートはその中で「 Eagle Fly Free 」・「 Dr.Stein 」・「 Keeper of the Seven Keys 」・「 A Tale That Wasn't Right 」などの曲を手がけており、これらは今日に至るまでハロウィンの代表曲となった。カイ・ハンセンがハロウィンを脱退した後は実質バンドのリーダー格としてハロウィンを支えている。
カイ・ハンセンとは彼がハロウィンと脱退してからしばらくの間、両者との間に確執があったといわれていたが、ただヴァイキーの語るところでは脱退後にカイから「もう同じバンドには居ないけど、また友達同士の関係に戻れる」と言われたことや、ヴァイキー本人もガンマ・レイのアルバム「Sigh No More」のレコーディング時にスタジオにあそびに行ったことを後日談で語っている。最近になってカイをライブのゲストとして呼んでいる。また近年では、ハロウィンがカイ率いるガンマ・レイと共にツアーを行ったりと積極的に交流を深めているようである。
使用ギターは、1990年代頃まではギブソン・フライングVやギブソン・エクスプローラー、ギブソン・レスポール・カスタム、フェンダー・ストラトキャスター、フェルナンデスのストラトタイプ、ヤマハ・PACIFICAカスタムなど、いずれもホワイトカラーのもの(エクスプローラーは黒と白の塗り分け)を使う事が多かったが、近年ではギブソン・レスポール・トラディショナルやギブソン・フライングVのフロイドローズタイプ等の様々なカラーのモデルを愛用。『ストレイト・アウト・オブ・ヘル』リリース以降はギブソン・フライングVにバンドのマスコットであるパンプキンのイラストをペイントしたものを使用することもある。
現在はスペイン領カナリア諸島のテネリフェに在住。なお、ハロウィンの現ヴォーカリストであるアンディ・デリスも同地に在住している。

## 人物
- バンドメンバーや関係者によるとヴァイカートの性格について一言で「変わった人」であるという認識で一致しており、特にインタビューなどでは歯に衣着せぬ発言をする事が多い為に悪い意味で独特な人物だと言うイメージが持たれがちだが「人柄を知れば誤解だと分かる」と、メンバーの1人ダニ・ルブレは語っている。
- ユーモアのある面白い人柄で、さまざまな場面でファンやメンバーを笑わせることも多い。ただ、昔ギターパートナーのサシャ・ゲルストナーに言ったら大うけしたのに前任者のローランド・グラポウの時には相手にしてもらえなかったギャグがあったらしくその内容を日本での『守護神伝 -新章-』のファンミーティングの際に言ったときには司会進行を務めていた伊藤政則から『ローランドが(ハロウィンを)辞めたくなる気持ちも解からなくもない』と言われてしまった。
- アンディ曰く「自分が正しいと思った事に関しては特にタフになる」らしく、また「自分を変えられることを嫌い、変えようとする人間がいると立ち向かって戦おうとする」という旨の発言などから、アンディ自身もヴァイカートの我の強さや性格の難しさを認めるものの「良い意味でのタフガイだから馬鹿な言い争いになることはない」、「彼の性格を受け入れることが出来れば総てうまくいく」といった、ヴァイカートの筋の通った人間性を認める発言をしている。
- カイ・ハンセンがバンドを去って以降、独裁的にバンドの運営（メンバーの解雇）を行っている様に見えるが、本人によれば「今のバンドには（メンバーを指して）5人の音楽批評家がいるから自分の意見だけでバンドを運営していくことは無理」と語っており、また「（元・メンバーが）クビになりそうだった状況を免じてあげた」と1度は擁護した立場であった事を振り返っている。
- 2005年頃のインタビューによれば、「カメレオン」リリース直後と「ダーク・ライド」のレコーディング最中の二度、自身がハロウィンを脱退する可能性があったと語っていた。一度目はもし自分が脱退せざるを得なくなった場合は「ディープ・パープルもどきのバンドをやろうと思っていた」といい、二度目は「ダーク・ライド」の音楽性を巡り一貫して反対の態度を取り続けてバンド内で口論になった為『もし今後「ダーク・ライド」のようなサウンドでやっていくのであれば自分はハロウィンを辞めて他の人と自分のやりたい音楽をやる』とバンドに告げるが、結果的にマーカスとアンディに引き留められた為にバンドに残る事に決めたという。
- また「ダーク・ライド」をリリースする以前からローランド・グラポウに自身のギタープレイに文句をつけられていた事もあり、この頃はヴァイカートにとっても辛い時期であったと2003年頃の雑誌のインタビューで答えていた。現ギター・パートナーのサシャ・ゲルストナーも「自分が加入した時に必要だったのはヴァイキーの＂心の安定＂だった。もしそこでヴァイキーと上手くいっていなかったらヴァイキーは脱退してバンド自体が無くなっていたかもしれない」と語っていた。[2]
- プライベートでは読書や映画、テレビゲームを楽しむ他、散歩をする事が好きでそこから楽曲のインスピレーションを手に入れることが多いという。また、ハロウィンとしてのデビューからソロでの活動は殆どなく、理由は「アンディやマーカスのように２つの事を要領よくこなせるタイプではないし、何より自身のプライベートを大事にしたい」からだという。
- ヘヴィメタル以外のジャンルや世界各国のバンドにも造詣が深く、また日本の音楽ではBABYMETALに賛辞を贈ったりANTHEMやX JAPANなどはインタビュー内で度々話題に挙げる事もある。
- 西川貴教のファンでもあり、特に西川が率いるabingdon boys school（以下、a.b.s.）はメンバーに薦めるほど気にいっている。ヴァイカート曰く、同バンドのDVDをネット通販で注文したものの2年以上も待たされても届かなかった為、2013年頃に来日した際にa.b.s.側のマネージャーからプレゼントされようやく手に入れる事が出来た。[3]また2015年頃のMTV JAPANのインタビューでは自身が選ぶお気に入りのメタル曲で、クイーンズライク の「Queen of the Reich」やLOUDNESSの「Crazy Doctor」らと共にa.b.s.の「キミノウタ」 を挙げていた。[4]
- 日本食では無類のうどんファンらしい。また、来日中は酒を殆どのまず、熱燗を少し嗜む程度だという。
- バンド活動を続けながら通信販売サービス（注文のあったレコードを棚から取り、それを送付担当者に渡す係）の仕事をしていたが、アルバム「ウォールズ・オブ・ジェリコ」（1985年）の製作に専念する為に退社した。

## ゲスト参加作品

### アンディ・デリス (Andi Deris)
- Come In From The Rain (1997) 
  - The King Of 7 Eyes

### カイ・ハンセン (Kai Hansen)
- XXX - Three Decades in Metal (2016) 
  - Fire and Ice

### シャーマン(SHAMAN)
- RITUALIVE (2003) 
  - Eagle Fly Free（ライブゲスト参加）